# Juan Martínez Villalobos
Juan Víctor Martínez Villalobos (Tarata, 21 de diciembre de 1953) es un político peruano. Fue alcalde de la provincia de Tarata en dos oportunidades de 1984 a 1986 y de 1990 a 1993. Además fue consejero regional del Gobierno Regional de Tacna entre 2003 y 2006.
Nació en Tarata, Perú, el 21 de diciembre de 1953. Su primera participación política se dio en las elecciones municipales de 1980 en las que fue candidato a la alcaldía de la provincia de Tarata por la Unión de Izquierda Revolucionaria sin lograr la elección. Fue elegido para ese cargo en las elecciones municipales de 1983 y reelecto en las elecciones municipales de 1990. Tentó por última vez su elección a ese cargo en las elecciones municipales de 1995 sin éxito. Participó en las elecciones regionales del 2002 como candidato a consejero regional por el movimiento "Tacna Heróica" obteniendo la elección. Tentó su reelección para ese cargo en las elecciones regionales del 2010 sin éxito.
En el año 2019, tras haber sido funcionario del Gobierno Regional de Tacna durante la presidencia de Tito Chocano Olivera fue investigado por negociación indebida junto al expresidente y a 12 funcionarios más.